# پتاسیم ۲-اتیل‌هگزانوات
پتاسیم ۲-اتیل‌هگزانوات (به انگلیسی: Potassium 2-ethylhexanoate) با فرمول شیمیایی C۸H۱۵KO۲ یک ترکیب شیمیایی با شناسه پاب‌کم ۶۲۴۸۶ است. 